# イダルゴ

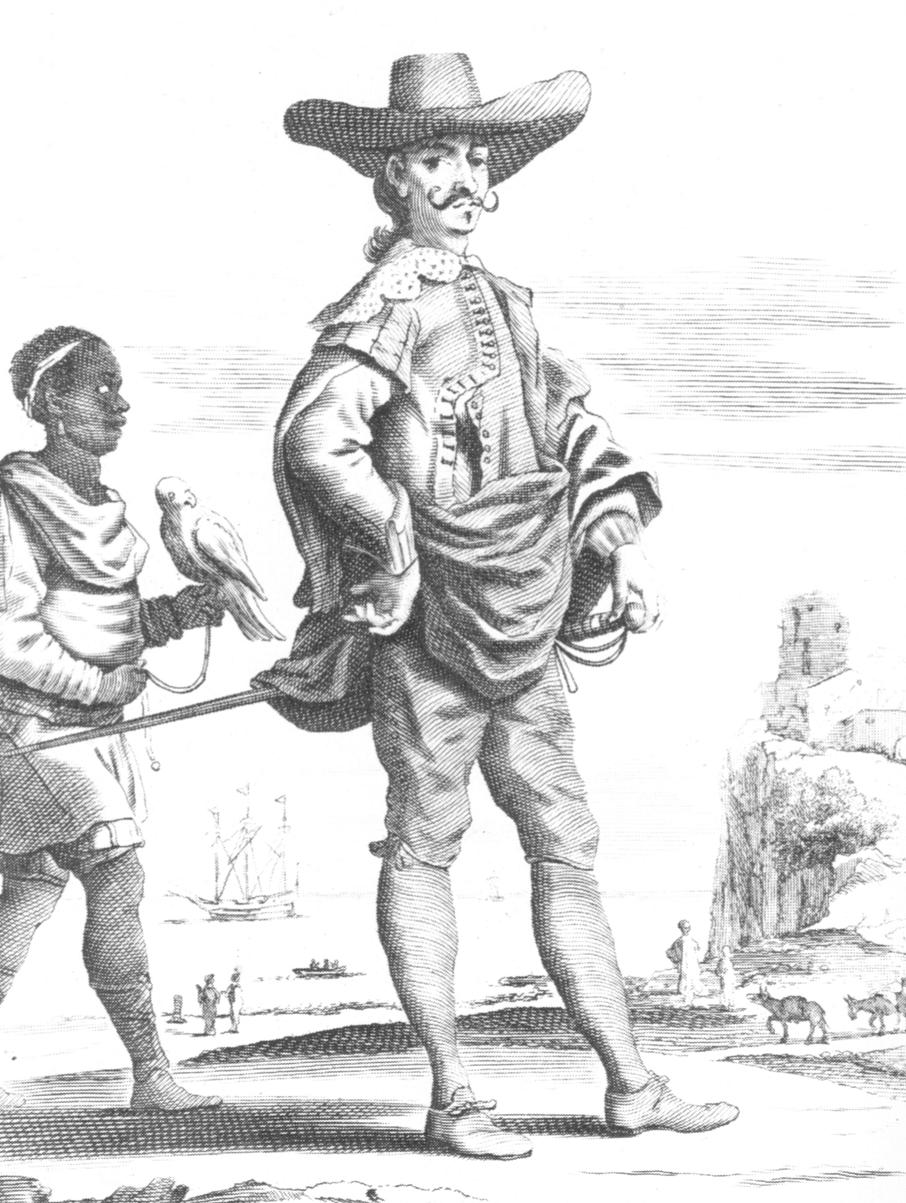
スペインの植民地におけるイダルゴ。16世紀のフランス人による描写

スペインのイダルゴの紋章冠

イダルゴ（Hidalgo スペイン語: [iˈðalɣo]）またはフィダルゴ（Fidalgo ポルトガル語: [fiˈðaɫɣu]、ガリシア語: [fiˈðalɣʊ]）は、スペインまたはポルトガルの貴族。女性形は、スペイン語ではhidalga、ポルトガル語とガリシア語ではfidalgaとなる。一般的な用法では、イダルゴとは世襲称号のない貴族を示す。イダルゴは租税の支払いを免除されていたが、実際には資産はわずかしか所有していなかった。

## 語源
12世紀以降、fijo d'algoすなわち「誰かの息子」という語とその短縮であるfidalgoは、カスティーリャ王国とポルトガル王国で貴族を示すために使われていた。ポルトガルでは、同根語であるスペインのイダルゴに類似した状況の貴族を指す「フィダルゴ」が定着した。アラゴン王国では、「インファンゾン」がカスティーリャの「イダルゴ」に相当する貴族だった。スペイン語の発音の変化は中世後期に発生し、語頭のFが失われ、文字はHに、発音はイダルゴに置き換えられた（スペイン語の歴史を参照）。
当時、この用語の対象には、下位のジェントリ、無爵位者、租税を免除された貴族の中でも下層の者が含まれた。七部法典では、hidalgoとは「イタリアの」を意味するitálicoの派生語で、もともとは正規のローマ市民権の持ち主を指していたとしている。
かつての西ゴート族の君主制では、ヒダルゴとは、自由民で、大きな土地は持たないが、武装する権利を持つ貴族で、租税免除と引き替えに軍役を負った。軍事的義務と社会的条件は、13世紀に完成したフエロ・フスゴ法典でも引き続き有効だった。

## 起源
hidalguíaは、レコンキスタの戦士に起源がある。10世紀、「インファンソンinfanzón」という用語は、レオン王国の文書では、スペイン語と中世ラテン語の 「カバジェロ caballero」と「ミレス miles」（いずれも騎士を指す）の同義語として用いられていた。これらインファンソンは封臣として大貴族や高位聖職者に従い、彼らのために自分の領地を支配していた小貴族だった。この時代であれば、費用自弁の上で自らが騎乗して従軍できれば、ミレスになることは依然として可能だった。
12世紀の半ば、状況は変わり、騎士階級は（理論上は）血筋による世襲制になりはじめた。キリスト教国がイスラム教国の土地を奪う形で作られた辺境の町では、遠く離れた大貴族ではなく、現場のカバジェロ達caballerosが政治、社会、文化的な支持を得て支配するようになった。コルテス (身分制議会)が王によって召集されたときの町や都市の代表も、彼らの階級から選ばれた。この階級が上流貴族とともにイダルゴと呼ばれ始めたのは12世紀だった。

## 類別
イダルゴ・デ・サングレHidalgos de sangre（血統のイダルゴ）は、「その起源についての記録がなく、王室から認められたとの文書も存在せず、その起源がわかっている貴族よりも、その名が知られている貴族よりも尊敬されている」、換言すると 古貴族である。
地域社会や慣習によって認められていることを証明できる場合、申し立てを行うと、イダルゴ・デ・サングレは、グラナダまたはバリャドリッドの王立司法機関（Real Audiencia y Chancillería de Valladolid）から、彼の貴族性を正当化する司法判決を得ることができた。この場合、貴族を確認する結果の法的文書は、carta ejecutoria de hidalguia（貴族特許状）と呼ばれた。
イダルゴ・ソラリエゴ hidalgo solariego（「祖先イダルゴ」）としての資格を得るには、祖父母の4人全員がイダルゴであることを証明する必要があった。イダルゴ・ソラリエゴは最も高貴であると見なされ、最も敬意を持って扱われた。
イダルゴ・デ・プリビレヒョ Hidalgos de privilegio（王室特権イダルゴ）とイダルゴ・デ・レアル・プロビシオン hidalgos de Real Provision（功績あるイダルゴ）とは、君主としてのスペイン王から、貴族としての地位を認められた事を、あるいは、軍事的共同体とか自警団（Santa Hermandad）の実力ある者としての地位を表す物だった。たとえばサンフェリペとサンティアゴの高貴なる弩射手団（Noble de Caballeros Ballesteros de San Felipe y Santiago）のような軍事的組織である。
イダルゴ・デ・ブラゲタ Hidalgo de bragueta（比翼仕立てズボンのイダルゴ）は、7人の嫡出の男子を持つことで免税を得た。
アストゥリアス、カンタブリア、およびスペインの他の地域では、7年ごとに国王がパドローネpadrones（登録簿）の作成を命じ、イダルゴ貴族に分類された人間を記載した。彼らは課税を免除されて軍務を果たすか、あるいはペチェロpecheros（これは古風な動詞で「支払う」を意味するpecharの派生語である）としてestado llano（「より低いランク」）になって兵役から除外されるかわりに税金を支払わなければならなかった。これらのパドローネは、今日では身分と分布に関する人口統計の情報源であり、特定の場合の貴族の証拠でもある。
長年のうちに、この称号は、特にスペインにおいては、重要なものではなくなった。歴代の王は個人的な好意と引き換えに定期的に称号を授与した。スペイン・ブルボン朝の時代、50万人以上の人々が免税特権を享受し、王室財政に多大な負担をかけた。
19世紀の初期に称号の再編がなされた。すべての市民を対象に徴兵制度が整備された。それまで軍務と結びついていた、最低限の貴族性とか納税とか名誉ある忠節などの概念とは無関係になった。これによって、社会階級としてのイダルゴは、その何世紀もの間培ってきた名誉の規範（Academic honor code）とともに完全に消滅した。
フランスを真似た政策の影響を受け、すべてのイダルゴは以前の特権を失って「ペチェロ pecheros」（納税者）となり、すべての市民とともに徴兵の対象にもなった。市民とイダルゴの間にあった身分の違いは統合され、例外なく軍務と税金という義務を国から課された。一方で世襲称号のある貴族と王族は以前からの特権を保持し続けた。
南部とは異なり、スペイン北部では貴族の数が多く、庶民との違いは少なかった。歴史的および人口統計的な理由から、もともと改革済みの社会が成立しており、民兵が王を支えるために組織されていた。アストゥリアスでは、ヒダルゴは人口のほぼ80％に達していた。カンタブリアの場合、この数字はさらに高く、16世紀には83％に達し、1740年頃には90％を超えた。セニョリオ・デ・ビスカヤ（ビスカヤ）とギプスコアでは、「イダルギアの普遍的権利」と呼ばれる物があった。これにより、すべてのビスカヤ人とすべてのギプスコア人はイダルゴの生まれとなった。
16世紀には、フエロがバスク地方の住民に自動的にイダルゴとしての地位を与え、軍や行政の職に就けるようにした。これは、スペインの他の地域とは異なり、ムーア人やユダヤ人の血が混ざっていない（Limpieza de sangre）と見なされていたためである。手仕事を拒否した他のイダルゴとは異なっていた。

## 文学作品において
文学では、イダルゴは通常、家族の財産のほぼすべてを失ったが、貴族の特権と名誉を守っている貴族として描かれている。典型的な架空のイダルゴはドン・キホーテで、彼は作者のミゲル・デ・セルバンテスから「独創的なイダルゴ」の二つ名を与えられた。小説では、セルバンテスはドンキホーテを風刺的にイダルゴ・デ・サングレとして表現し、彼の経済状況が許さないのに遍歴の騎士としての人生を生きることを熱望している。ドン・キホーテの財産は彼の読書への執着にささげられた貧弱な人生を彼に許した、それでも彼の名誉の概念は彼に遍歴騎士を模倣するように導いた。
ピカレスク小説の「ラサリーリョ・デ・トルメスの生涯」では、貧しいイダルゴが登場しており、彼は服にパン粉をまき散らすことで、食事をしたふりをしている。イダルゴの名誉は、彼が働くことを禁じる一方、彼に生計を与えることもしない。
ヘンリー・ワズワース・ロングフェローの「路傍の宿屋の話」には、2人の娘を大審問官に裏切るイダルゴの悲劇を物語る「神学者の物語」が含まれている。イダルゴ自身が火をつけ、それから塔の上から絶望の深さに身投げする。